# Organe pair
En anatomie, un organe pair est un organe présent au nombre de deux dans le corps humain.

## Exemples
Par ordre alphabétique :
- bras ;
- chevilles ;
- coudes ;
- épaules ;
- genoux ;
- hanches ;
- jambes ;
- main ;
- narines ;
- omoplates ;
- oreilles ;
- ovaires ;
- pieds ;
- poumons ;
- reins ;
- seins ;
- testicules ;
- yeux.